# Ёсимура, Минору
Минору Ёсимура (яп. 吉村実, 1 января 1945, Вакаяма, Япония) — японский хоккеист (хоккей на траве), нападающий.

## Биография
Минору Ёсимура родился 1 января 1945 года в японской префектуре Вакаяма.
В 1966 году в составе сборной Японии завоевал бронзовую медаль хоккейного турнира летних Азиатских игр в Бангкоке.
В 1968 году вошёл в состав сборной Японии по хоккею на траве на Олимпийских играх в Мехико, занявшей 13-е место. Играл на позиции нападающего, провёл 7 матчей, забил 2 мяча в ворота сборной Бельгии.